# Desempenho adaptativo
O desempenho adaptativo no ambiente de trabalho refere-se ao ajuste e à compreensão das mudanças que ocorrem no local de trabalho .  Um funcionário versátil é valorizado e importante para o sucesso de uma organização. Aqueles que empregam pessoas buscam  funcionários com alta adaptabilidade, devido aos resultados positivos que se seguem, como excelente desempenho no trabalho, atitude no trabalho e capacidade de lidar com o estresse .  Os funcionários, que exibem alto desempenho adaptativo em uma organização, tendem a ter mais vantagens em oportunidades de carreira, ao contrário dos funcionários que não são adaptáveis à mudança.  Na literatura anterior, Pulakos e  outros autores  estabeleceram oito dimensões de desempenho adaptativo.